# (1195) Orangia
(1195) Orangia es un asteroide perteneciente al cinturón de asteroides que orbita entre Marte y Júpiter con un periodo orbital de 3,39 años. Su nombre hace referencia al Estado Libre de Orange, un antiguo Estado independiente establecido en el sur de África.
Fue descubierto el 13 de mayo de 1931 por Cyril V. Jackson desde el Observatorio Union en Johannesburgo, Sudáfrica.